# برتون (ویرجینیای غربی)
برتون (به انگلیسی: Burton) یک منطقهٔ مسکونی در ایالات متحده آمریکا است که در شهرستان وتزل، ویرجینیای غربی واقع شده‌است.